# Catedral de Santo Antônio de Jacutinga
A Catedral de Santo Antônio de Jacutinga, ou Catedral de Nova Iguaçu, está localizada na Avenida Marechal Floriano Peixoto, em Nova Iguaçu, Baixada Fluminense, Rio de Janeiro. É a igreja matriz da Diocese de Nova Iguaçu. Seus padroeiros são Santo Antônio e Nossa Senhora da Piedade (padroeira mariana).                                                                                                                                                                                                      

## História
Em 1862, a administração da Freguesia de Santo Antônio da Jacutinga foi deslocada para Maxambomba para ficar mais acessível à ferrovia, e essa mudança foi oficializada pelo decreto número 1267. Com essa relocação, havia a necessidade de edificar uma nova Matriz na nova localização da Freguesia. 
Por essa razão, em 25 de março de 1862, a nova Matriz de Santo Antônio foi construída no povoado de Maxambomba, junto à linha de trem, em um terreno que foi doado pelo Dr. Thibau e sua esposa Dona Bebiana. A escultura do santo em bronze, que havia sido trazida de Portugal pelo Comendador Soares e oferecida à nova Matriz, foi homenageada durante a primeira festividade do dia 13 ao dia 14 de junho de 1863. 
Quando o Dr. Thibau entregou o terreno para a construção da igreja, ele solicitou que a rua ao lado da Matriz fosse nomeada em sua honra e que a rua nos fundos da igreja fosse chamada de Dona Bebiana, em consideração à sua esposa. Neste espaço foi erguido um grandioso templo voltado para a ferrovia, além de um cemitério que mais tarde foi realocado. 
Em 1935, o antigo cemitério deu lugar ao primeiro Colégio do Instituto Santo Antônio, fundado pelo Padre João Mush. Também no início da década de 1930, a Matriz estava passando por uma reforma significativa que se estenderia até 1939, resultando na remoção de suas duas torres sineiras laterais e na adição de uma torre central, que foi adornada com um relógio elétrico em 1949.
Em 1960, foi elevada à posição de Catedral junto com a criação da Diocese de Nova Iguaçu. 
Em fevereiro de 2023, após a paralisação das atividades por conta da pandemia de COVID - 19, passou a oferecer uma programação diária de missas com o intuito de melhor atender às necessidades dos fiéis.

### Atentado em 1979
No dia 20 de dezembro de 1979, a Catedral foi alvo de um atentado à bomba. O ataque foi atribuído à organização terrorista de extrema-direita, Grupo de Exército Revolucionário (GER), que visava atingir a comunidade católica progressista da região, especialmente o bispo Dom Adriano Hipólito, um defensor dos direitos humanos e da justiça social. A explosão danificou a igreja, principalmente o sacrário, ferindo levemente um funcionário que montava um presépio de Natal, e causou pânico entre os fiéis. O atentado teve grande repercussão na imprensa e na sociedade brasileira, destacando a violência política durante o regime militar no Brasil.